# Hasso Plattner

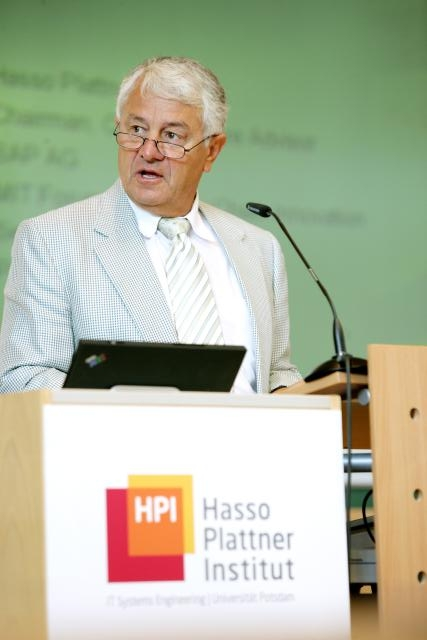
Hasso Plattner (2006)

Hasso Plattner (* 21. Januar 1944 in Berlin) ist ein deutscher Unternehmer, Mitbegründer des IT-Unternehmens SAP und Mäzen. Er war von 1997 bis 2003 Vorstandssprecher von SAP und bis 15. Mai 2024 Vorsitzender des Aufsichtsrats. Die von ihm gestiftete Hasso Plattner Foundation finanzierte u. a. den Wiederaufbau des Potsdamer Palais Barberini mit dem 2017 eröffneten Museum Barberini. Plattner ist Ehrenbürger von Potsdam und Träger des Bundesverdienstkreuzes.

## Leben
Hasso Plattner wuchs in Berlin-Grunewald und Konstanz auf. Sein Vater Horst („Burri“) Plattner (1918–2001) war ein Augenarzt, der aus Hermannstadt in Siebenbürgen (Rumänien) kam. Plattner studierte nach dem Abitur 1963 an der Universität Karlsruhe (TH) (heute Karlsruher Institut für Technologie (KIT)) Nachrichtentechnik.
Seinen beruflichen Werdegang begann Plattner 1968 bei IBM in Deutschland. 1972 gründete er gemeinsam mit seinen Kollegen Claus Wellenreuther, Hans-Werner Hector, Klaus Tschira und Dietmar Hopp in Weinheim die Firma SAP, in der er 1979 die Gesamtverantwortung für den Bereich Technologie übernahm. Bis zum 9. Mai 2003 war Plattner neben Henning Kagermann Co-Vorstandssprecher von SAP. Seitdem war er bis 15. Mai 2024 Vorsitzender des SAP-Aufsichtsrats. Zuletzt wurde er im Mai 2022 auf der Hauptversammlung des Unternehmens mit knapp 91 Prozent der abgegebenen Stimmen im Amt bestätigt. Im Februar 2023 teilte SAP mit, dass Plattner sich nach Ende seiner Amtszeit im Mai 2024 nicht mehr zur Wiederwahl stellen werde. Unabhängig von seinem Aufsichtsratsmandat berät Plattner SAP als Chief Software Advisor „bei der mittel- und langfristigen technologischen Ausrichtung und Strategie“. Er hält rund 6 Prozent der SAP-Aktien (Stand Oktober 2020).
Seit seinem Rückzug aus dem Tagesgeschäft der SAP engagiert sich Plattner als Mäzen.
Plattner ist als Steuermann erfolgreicher Regattasegler. Unter anderem gewann er mit der Hochseeyacht „Morning Glory“ 1996 die Sydney-Hobart-Regatta in neuer Rekordzeit. In der 505er-Klasse nahm er von 2005 bis 2013 an neun Weltmeisterschaften teil. In der TP52-Klasse segelt er seit 2018 in der Rennserie 52 Super Series, 2019 nahm er an der Weltmeisterschaft teil.
Plattner ist verheiratet, hat zwei Kinder und wohnt in Potsdam-Babelsberg.

## Stifter und Mäzen

### Förderer der Wissenschaft
Im Jahre 1998 gründete Plattner das Hasso-Plattner-Institut für Softwaresystemtechnik (HPI) an der Universität Potsdam. Gesellschafter ist die gemeinnützige Hasso-Plattner-Stiftung für Softwaresystemtechnik. Plattner verpflichtete sich, der Stiftung 20 Jahre lang mehr als 50 Millionen Euro aus seinem Privatvermögen zur Verfügung zu stellen. Inzwischen hat sich das Engagement Plattners für das HPI vervierfacht und der kumulierte Betrag liegt bei mehr als 200 Millionen Euro. Der Stifter finanziert das HPI nicht nur komplett, sondern er engagiert sich dort auch als Leiter des Fachgebiets „Enterprise Platform and Integration Concepts (EPIC)“ in Forschung und Lehre. Mit openHPI wird eine webbasierte Plattform für E-Learning unterhalten, die Autoren die kostenlose Produktion und Verbreitung von zumeist technisch orientierten Kursen ermöglicht und vereinzelt auch eigene Inhalte entwickelt.
Im Herbst 2003 spendete Hasso Plattner zehn Millionen Euro für den Bibliotheksausbau an der Universität Mannheim.
Anfang Oktober 2005 verhalf Plattner David Kelley, einem Professor der Stanford University, das Hasso Plattner Institute of Design zu gründen, indem er es mit 35 Millionen US-Dollar ausstattete. Wissenschaftler verschiedener Fachrichtungen sollen hier gemeinsam mit Hilfe der Kreativitätsmethode des Design Thinkings nutzerfreundliche Innovationen entwickeln. Plattner gründete nach dem Vorbild dieses Instituts an seinem Potsdamer Institut die HPI School of Design Thinking.
Seit Jahren ist Plattner Südafrika verbunden und hat zeitweise seinen Aufenthaltsort am Kap, wo auch eine seiner beiden Töchter lebt. Seit 1994 besitzt er dort auch einen Golfplatz und ein Luxushotel. Auch dort setzt er sich für die Forschung ein. Zwei südafrikanische Universitäten, die Universität von KwaZulu-Natal und die Universität Kapstadt, unterstützt Plattner im Kampf gegen Aids. Für „Isombululo“, ein Programm zur Vorsorge und Behandlung der Immunschwäche-Krankheit, spendete er 2004 sechs Millionen Euro. Das Hilfsprojekt kommt rund 360.000 Menschen in der Kapregion zugute. Außerdem förderte er den Aufbau einer Design Thinking Schule an der Universität Kapstadt.
Im Juli 2018 spendete Plattner 4,2 Millionen Euro an die Lucian-Blaga Universität (ULBS) in Hermannstadt, Rumänien, der Herkunftsstadt seiner Eltern. Mit der Spende soll ein mit dem Hasso-Plattner-Institut in Potsdam vergleichbares Institut gegründet werden.

### Kunst und Kultur
Im November 2007 spendete Plattner 20 Millionen Euro für den Wiederaufbau des Potsdamer Stadtschlosses, womit die Errichtung der historischen Fassaden des Brandenburger Landtages sichergestellt war. Im April 2012 wurde bekannt, dass Plattner beabsichtigt, der Stadt Potsdam eine Kunsthalle zu schenken, in der wechselnde Ausstellungen sowie Plattners Privatsammlung von DDR-Kunst zu sehen sein sollen. Die Kunsthalle wurde im Januar 2017 unter der Bezeichnung Museum Barberini im wiederaufgebauten Palast Barberini eröffnet.
Ebenfalls in Potsdam entstand das Museum Minsk im früheren Terrassenrestaurant „Minsk“ am Brauhausberg. Das Gebäude im nüchternen Stil der DDR-Moderne, benannt nach der belarussischen Hauptstadt, wurde 2019 von der Hasso Plattner Foundation erworben. Nach Plattners Vorstellungen sollte damit ein Ort geschaffen werden, „an dem die architektonischen und künstlerischen Errungenschaften der DDR erhalten bleiben und der mit gegenwärtiger Kunst zum Dialog und zur Begegnung einlädt“. Das Museum wurde im September 2022 eröffnet. In dem Museum sind auch einige Werke aus Plattners Kunstsammlung bzw. Werke, die sein Verständnis von DDR-Kunstgeschichte, von Malerei und Plastik aus dem deutschen Osten präsentieren, ausgestellt.

### Soziales
Im Frühjahr 2005 übernahm Plattner die Kosten für das „46664“-Benefizkonzert, das auf seinem Golfplatz in George, Südafrika stattfand und weltweit von Fernsehsendern ausgestrahlt wurde. Der Erlös fördert den Anti-Aids-Kampf der Stiftung des früheren südafrikanischen Staatspräsidenten Nelson Mandela. Der Friedensnobelpreisträger, dessen Sohn Makgatho Mandela Anfang 2005 an Aids gestorben war, hatte als Gefängnisinsasse auf Robben Island während der Zeit der Rassentrennung die Häftlingsnummer 46664 getragen.
Im Februar 2013 berichteten mehrere Medien darüber, Hasso Plattner habe bekanntgegeben, der Kampagne The Giving Pledge beigetreten zu sein und die Hälfte seines auf 5,4 Milliarden Euro geschätzten Vermögens abgeben zu wollen.

### Sport
Seit 1994 besitzt er einen Golfplatz mit Luxushotel Fancourt mitten in Südafrikas Golf-Hochburg George.
Im Jahr 2013 übernahm er die Mehrheit an der Betreibergesellschaft der San Jose Sharks, eines Eishockeyteams der National Hockey League. Die Betreibergesellschaft besitzt zudem das SAP Center in San José sowie die San Jose Barracuda, das Farmteam der Sharks.
2019 segelte Hasso Plattner auf Menorca zusammen mit seiner Tochter nach dem Kauf eines zweiten Segelschiffs – Hasso Plattner („Phoenix 11“) und seine Tochter Tina Plattner („Phoenix 12“).

## Auszeichnungen und Würdigungen
Für sein Engagement in Wirtschaft und Wissenschaft erhielt Hasso Plattner viele Ehrungen. Mehrere Zeitschriften platzierten Plattner auf Rang 1 der Liste der bedeutendsten und einflussreichsten IT-Persönlichkeiten, etwa das Time Magazine Europe im Jahr 2001 und die Computerwoche in den Jahren 2010 und 2011.
Weitere Auszeichnungen:
- 1990 Ernennung zum Ehrendoktor der Universität des Saarlandes
- 1994 Ernennung zum Honorarprofessor für Wirtschaftsinformatik der Universität des Saarlandes
- 1998 Verleihung der Würde eines Ehrensenators der Universität des Saarlandes[31]
- 1998 Auszeichnung mit dem „Information Technology Leadership Award for Global Integration“ im Rahmen des Computerworld Smithsonian Awards-Programms als Anerkennung für den Hauptarchitekten des R/3-Systems von SAP[32]
- 1998 Aufnahme in die Hall of Fame des manager magazin
- 2001 Verleihung des Bundesverdienstkreuzes am Bande[33]
- 2002 Verleihung der Ehrendoktorwürde der Universität Potsdam[3]
- 2004 Ernennung zum Honorarprofessor der Universität Potsdam
- 2004 Verleihung der Leibniz-Medaille der Berlin-Brandenburgischen Akademie der Wissenschaften für sein „ebenso ungewöhnliches wie beispielhaftes Engagement“
- 2007 Verleihung des Verdienstordens des Landes Brandenburg
- 2010 Verleihung des AmCham Transatlantic Partnership Award[34]
- 2014 Leonardo European Corporate Learning Award in der Kategorie „Thought Leadership“[35]
- 2015 Lifetime Achievement Award der German American Business Association[36][37]
- 2016 Preis für Verständigung und Toleranz des Jüdischen Museums Berlin
- 2017 Verleihung der Ehrenbürgerwürde der Stadt Potsdam am 19. Januar, unmittelbar vor der Eröffnung des Museum Barberini[38]
- 2017 Träger des Werner-von-Siemens-Rings[39]
- 2020 Verleihung der Ehrendoktorwürde des Karlsruher Instituts für Technologie[40]

Würdigungen bekannter Persönlichkeiten:
- Bei einem Festakt in Potsdam zum 60. Geburtstag des Stifters am 21. Januar 2004 würdigte der damalige Bundeskanzler Gerhard Schröder das Schaffen Plattners mit den Worten: „Um Deutschland wirtschaftlich voranzubringen, brauchen wir eine Menge Hasso Plattners und eine Menge SAPs“. Plattner habe mit viel Engagement einen Weltkonzern geschaffen und damit bewiesen, „dass deutsche Unternehmen technologisch Weltspitze sein können“. Auch vom Hasso-Plattner-Institut für Softwaresystemtechnik könne Deutschland lernen.
- Roland Berger, Gründer von Roland Berger Strategy Consultants, nannte Hasso Plattner in einem Interview im August 2004 als einen der fünf Deutschen, die ihm am meisten imponieren. Berger bezeichnete es als „Meisterleistung“, wie Plattner SAP gegründet, aufgebaut und stets neu auf den sich verändernden Markt ausgerichtet habe.[41]
- Das Manager Magazin bezeichnete ihn als „einer der bedeutendsten privaten Wissenschaftsförderer in Deutschland“.[42]

## Positionen
Die politischen Diskussionen, Bonuszahlungen für Manager zu begrenzen, sieht Plattner kritisch. Er vertrat Mitte 2017 die Auffassung, dass die Managervergütung in Deutschland an den globalen Markt angeglichen werden müsse, um international wettbewerbsfähig zu bleiben. Nach Ansicht von Plattner seien neue Regelungen aber kompliziert, weil Corporate-Governance-Richtlinien, transatlantische Konkurrenz und langfristige Beschäftigungsperspektiven im Blick behalten werden müssten. Mit Blick auf Kritik an der Managervergütung bei SAP signalisierte Plattner Ende 2017, diese transparenter machen zu wollen.
In einem Interview mit der Frankfurter Allgemeinen Sonntagszeitung Ende 2019 kritisierte Plattner eine geplante Vermögensteuer und drohte mit einem Wegzug aus Deutschland.
Plattner gilt als Gegner von Betriebsräten; so war SAP lange Zeit das einzige DAX-Unternehmen ohne Betriebsrat. Auch am Hasso-Plattner-Institut wurde mithilfe einer Anwaltskanzlei durch Installation eines Institutsrats die Gründung eines Betriebsrat verhindert.
Zum Thema Homeoffice bzw. Mobiles Arbeiten hat Plattner eine ablehnende Haltung. Er vertritt die Auffassung, wo Menschen zusammenarbeiten, müssen sie auch räumlich zusammensitzen, um einen besseren Gedankenaustausch pflegen zu können: „Meine Meinung ist klar: Kernbereiche, insbesondere in der Softwareentwicklung, müssen zusammensitzen, müssen miteinander diskutieren, danach Änderungen machen. Das schafft man nicht nur per Videokonferenz.“

## Vermögen
Das amerikanische Wirtschaftsmagazin Forbes listete Plattner und seine Familie 2024 mit einem geschätzten Vermögen von 12,1 Milliarden US-Dollar auf Platz 164 der reichsten Menschen der Welt und auf Platz 10 der reichsten Menschen Deutschlands.